# Ike. Opération Overlord

Ike. Opération Overlord (Ike: Countdown to D-Day) est un téléfilm américain réalisé par Robert Harmon, diffusé le 31 mai 2004 aux États-Unis. 

## Synopsis
Ike. Opération Overlord décrit les 90 jours de tension précédant l'invasion du Jour J et de la façon dont Dwight David Eisenhower, contre toute attente, a brillamment orchestré la plus importante manœuvre militaire dans l'histoire moderne

## Fiche technique
- Titre : Ike. Opération Overlord
- Titre original : Ike: Countdown to D-Day
- Réalisation : Robert Harmon
- Scénario : Lionel Chetwynd
- Producteurs exécutifs : Lionel Chetwynd et Stephanie Germain
- Produit par Dennis A. Brown et A&E Network
- Producteur associé : Tim Christenson
- Directeur de la photographie : David Gribble, A.C.S.
- Décors : Ralph Davies
- Montage : Chris Peppe
- Costumes : Lesley Burkes-Harding
- Casting : Terry De'Ath
- Casting australien : Suzie Maizels
- Musique : Jeff Beal
- Genre : drame historique
- Durée : 85 minutes
- Source : DVD

## Distribution
- Tom Selleck (VF : Jacques Frantz) : le général Dwight David Eisenhower
- James Remar (VF : Hervé Jolly) : le général Omar Bradley
- Timothy Bottoms (VF : Nicolas Marié) : Walter Bedell « Beetle » Smith
- Gerald McRaney : le lieutenant-général George Patton
- Ian Mune (VF : Vincent Grass) : le premier ministre Winston Churchill
- Bruce Phillips (VF : Michel Ruhl) : le général Bernard Montgomery
- John Bach : le marshal Trafford Leigh-Mallory
- Nick Blake (VF : Michel Prud'homme) : le marshal Arthur Tedder
- Kevin J. Wilson (VF : Marcel Guido) : l'amiral Bertram Ramsay
- Christopher Baker (VF : Alexis Victor) :le capitaine James Stagg
- Paul Gittins (VF : Patrick Messe) : le général Henry J. F. Miller (en)
- George Shevtsov : le général Charles de Gaulle

 Source et légende : version française (VF) sur RS Doublage